# Hildebran
Hildebran est une ville du comté de Burke dans l’État de Caroline du Nord aux États-Unis.
En 2010, sa population était de 2 023 habitants.

## Démographie
| 1900 | 1910 | 1920 | 1930 | 1940 | 1950 |
| ---- | ---- | ---- | ---- | ---- | ---- |
| 109  | 140  | 172  | 246  | 357  | 529  |

| 1960 | 1970 | 1980 | 1990 | 2000  | 2010  |
| ---- | ---- | ---- | ---- | ----- | ----- |
| 518  | 481  | 628  | 790  | 1 472 | 2 023 |

## Source
- (en) Cet article est partiellement ou en totalité issu de l’article de Wikipédia en anglais intitulé « Hildebran, North Carolina » (voir la liste des auteurs).